# Vollständige Kategorie
Im mathematischen Teilgebiet der Kategorientheorie ist eine vollständige Kategorie eine Kategorie, die alle kleinen Limiten besitzt. Das heißt, dass für jede kleine Kategorie {\displaystyle {\mathcal {I}}} und jeden Funktor {\displaystyle D:{\mathcal {I}}\to {\mathcal {C}}} in der Kategorie {\displaystyle {\mathcal {C}}} der Limes von {\displaystyle D} in {\displaystyle {\mathcal {C}}} existiert.
Dual dazu heißt eine Kategorie kovollständig, falls sie alle kleinen Kolimiten besitzt. Das ist gleichbedeutend damit, dass die duale Kategorie {\displaystyle {\mathcal {C}}^{op}} vollständig ist.
Existieren alle Limiten (bzw. Kolimiten) für eine feste kleine Kategorie {\displaystyle {\mathcal {I}}}, so sagt man, {\displaystyle {\mathcal {C}}} sei {\displaystyle {\mathcal {I}}}-vollständig (bzw. {\displaystyle {\mathcal {I}}}-kovollständig).
Ist {\displaystyle {\mathcal {C}}} {\displaystyle {\mathcal {I}}}-vollständig (bzw. {\displaystyle {\mathcal {I}}}-kovollständig) für alle endlichen Kategorien {\displaystyle {\mathcal {I}}}, so nennt man {\displaystyle {\mathcal {C}}} endlich vollständig (bzw. endlich kovollständig).

## Beispiele
- Die Kategorie {\displaystyle \mathbf {Set} } aller Mengen ist vollständig[4] und kovollständig[5].
- Jede Kategorie algebraischer Strukturen mit endlichstelligen Verknüpfungen ist vollständig und kovollständig. Darunter fallen beispielsweise Gruppen, abelsche Gruppen[4][5], Ringe und kommutative Ringe.
- Ist {\displaystyle R} ein Ring, so ist die Kategorie der {\displaystyle R}-Linksmoduln vollständig und kovollständig.
- Die Kategorie {\displaystyle \mathbf {Top} } aller topologischen Räume ist vollständig[4] und kovollständig[5].
- Ist {\displaystyle \mathbf {Ord} } die Klasse aller Ordinalzahlen, so erhält man daraus eine Kategorie mit {\displaystyle \mathbf {Ord} } als Klasse der Objekte. Die Morphismen sind die bestehenden Relationen {\displaystyle \alpha \leq \beta } zwischen zwei Ordinalzahlen, d. h. {\displaystyle \mathrm {Hom} (\alpha ,\beta )} ist eine einelementige Menge, falls {\displaystyle \alpha \leq \beta }, anderenfalls leer. Dann ist diese Kategorie kovollständig aber nicht vollständig.[6]
- Die Kategorie der endlichen Mengen ist endlich vollständig und endlich kovollständig, aber weder vollständig noch kovollständig.
- Es sei {\displaystyle \mathbf {2} } die kleine Kategorie mit zwei Objekten 0 und 1 und drei Morphismen, nämlich den beiden Identitäten und einem weiteren Morphismus {\displaystyle 0\rightarrow 1}. Dann ist jede Kategorie {\displaystyle \mathbf {2} }-vollständig.[7]
- Für die leere Kategorie {\displaystyle {\mathcal {I}}=\emptyset } gilt: Eine Kategorie ist genau dann {\displaystyle \emptyset }-vollständig, wenn sie ein terminales Objekt besitzt. Ganz ähnlich kann man die Existenz von endlichen Produkten oder Pullbacks als geeignete {\displaystyle {\mathcal {I}}}-Vollständigkeiten beschreiben.[8]

## Vollständigkeit und Kovollständigkeit
In obiger Beispielliste fällt auf, dass Vollständigkeit und Kovollständigkeit für die gängigen Kategorien einhergehen, das Ausnahmebeispiel der Ordinalzahlen wirkt konstruiert. Tatsächlich besteht folgender enger Zusammenhang:
Sei {\displaystyle {\mathcal {C}}} eine vollständige Kategorie mit folgenden beiden Eigenschaften:
- Für jedes Objekt {\displaystyle C} ist die Klasse der Unterobjekte (Isomorphieklassen von Monomorphismen mit Ziel {\displaystyle C}) eine Menge.
- {\displaystyle {\mathcal {C}}} hat einen Koseparator {\displaystyle S}, das heißt zu je zwei verschiedenen Morphismen {\displaystyle f,g:A\rightarrow B} gibt es einen Morphismus {\displaystyle h:B\rightarrow S} mit {\displaystyle h\circ f\not =h\circ g}.

Dann ist {\displaystyle {\mathcal {C}}} kovollständig (und {\displaystyle {\mathcal {C}}^{op}} erfüllt auch die erste der Eigenschaften).